# Karel Max Lichnovský
Karel Max Lichnovský z Voštic (německy Karl Max von Lichnowsky, 8. března 1860 Kreuzenort, dnes Krzyżanowice, Horní Slezsko, Prusko – 27. února 1928 Chuchelná, Československo) byl slezský šlechtic, německý diplomat a od roku 1912 do roku 1914 německý velvyslanec ve Velké Británii. Byl členem horní komory pruského parlamentu.

## Životopis

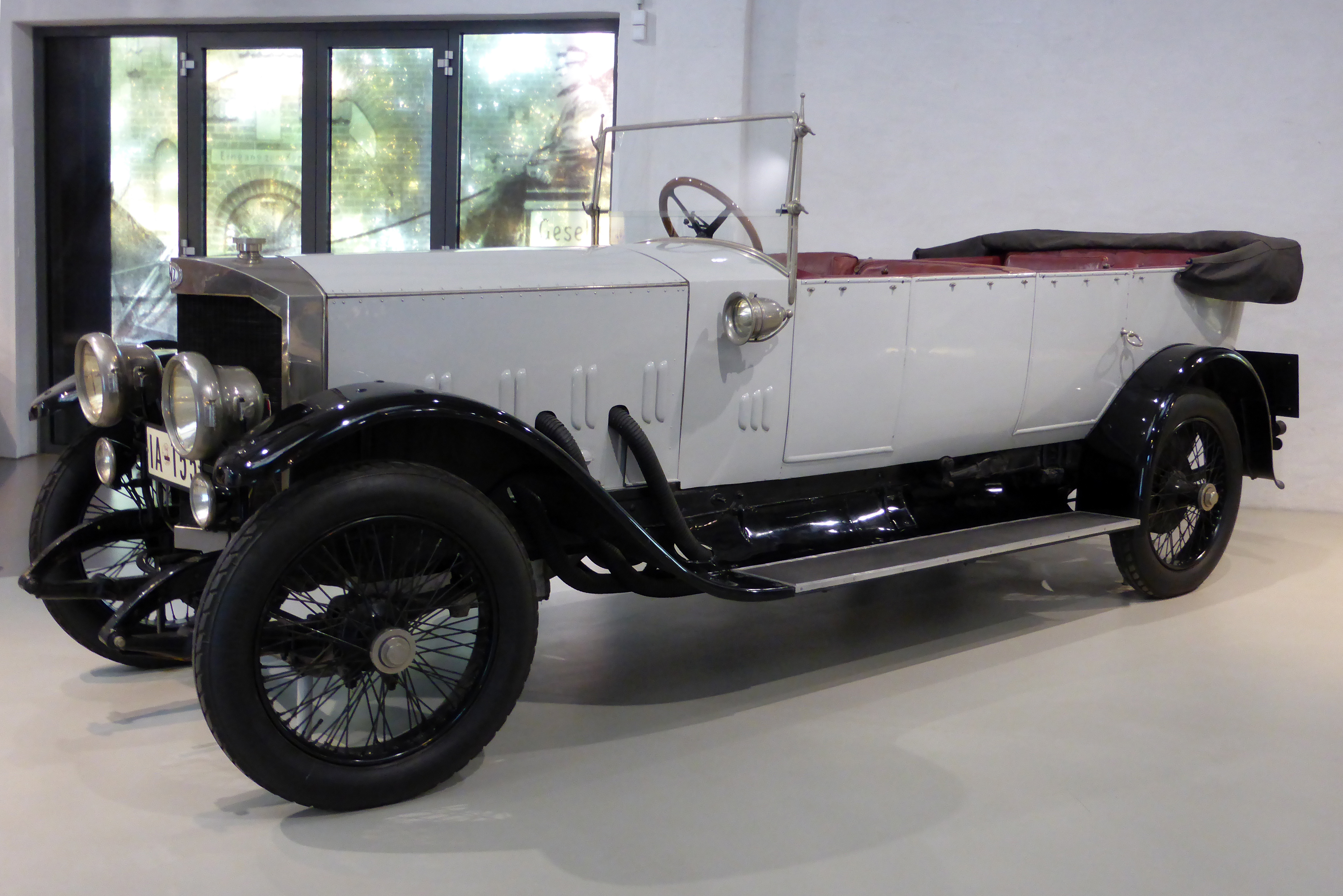
Benz 21/50 HP, postavený v roce 1914 (na zakázku od karosářské firmy Josef Neuss v Berlíně-Halensee pro Karla Maxe Lichnovského)

Karel Max Lichnovský pocházel ze slezsko-moravské šlechtické rodiny Lichnovských z Voštic. Jeho rodiči byli kníže Karel Lichnovský z Voštic a Marie z Croÿ.
Nejprve vstoupil pruské armády, během krátkého období se však rozhodl Karel Max Lichnovský vyměnit armádu za diplomatické služby. Od roku 1885 pracoval jako atašé na londýnské ambasádě. Poté postupně pracoval v diplomatických službách ve Stockholmu, Konstantinopoli, Drážďanech, Bukurešti.
V roce 1902 se stal německým velvyslancem v Rakousku-Uhersku. V roce 1912 byl jmenován velvyslancem ve Velké Británii. V Londýně usiloval o rovnováhu mezi Německým císařstvím a Velkou Británií a doporučil opatrný postup při podpoře Rakousko-Uherska v době Červencové krize. Doporučoval, aby se Velká Británie stala prostředníkem ve sporech mezi Rakouskem a Srbským královstvím, které nastaly následkem atentátu na následníka trůnu Františka Ferdinanda d'Este. Jeho doporučení však nepodporovali německý císař Vilém II. a kancléř Theobald von Bethmann Hollweg. S vypuknutím první světové války byl odvolán a vrátil se do Německa. Aby ospravedlnil svůj postoj, napsal v roce 1916 soukromou brožuru s názvem Moje mise, která popisovala důvody jeho jednání v Londýně. V brožuře obviňoval německou vládu, že pro odvrácení války nic neučinila. Tato brožura se šířila ve vyšší společnosti. Později byla přejmenována na Lichnovského memorandum a proti jeho vůli zveřejněna. V roce 1917 byl vyloučen z horní komory pruského parlamentu a odešel z aktivní politiky.

## Rodina
V roce 1904 se oženil s hraběnkou Mechtildou Christianou Marií z Arco-Zinnebergu. Po svatbě manželé žili na zámcích v Hradec nad Moravicí a Chuchelná. Provozovali také společenský salón v Berlíně, kde v roce 1908 zakoupili dům v Buchenstrasse.
Z manželství se narodily tři děti: Vilém (Wilhelm; 1905–1975), Leonore (* 1906) a Michael (* 1909).

## Spisy
- Domýšlivost či vůle?
- Memorandum prince Lichnovského. Moje londýnská mise 1912–1914. Publikováno skupinou přátel míru. Berlín 1918 ( online ).
- Na cestě do propasti. Londýnské zprávy, vzpomínky a další spisy. 2 vols. Drážďany 1927.[4]